# گای دو روتشیلد
گای دو روچیلد (انگلیسی: Guy de Rothschild; ۲۱ مهٔ ۱۹۰۹ – ۱۲ ژوئن ۲۰۰۷) سرباز، سرمایه‌گذار و نیکوکار اهل فرانسه بود. وی همچنین برندهٔ جوایزی همچون لژیون دونور (افسر) شده‌است.